# Massengräber in Dobrova-Polhov Gradec
Massengräber aus dem Zweiten Weltkrieg wurden auf dem Gebiet der heutigen Gemeinde Dobrova-Polhov Gradec bisher in den Ortschaften Babna Gora und Brezje pri Dobrovi gefunden (Stand: Januar 2024). 

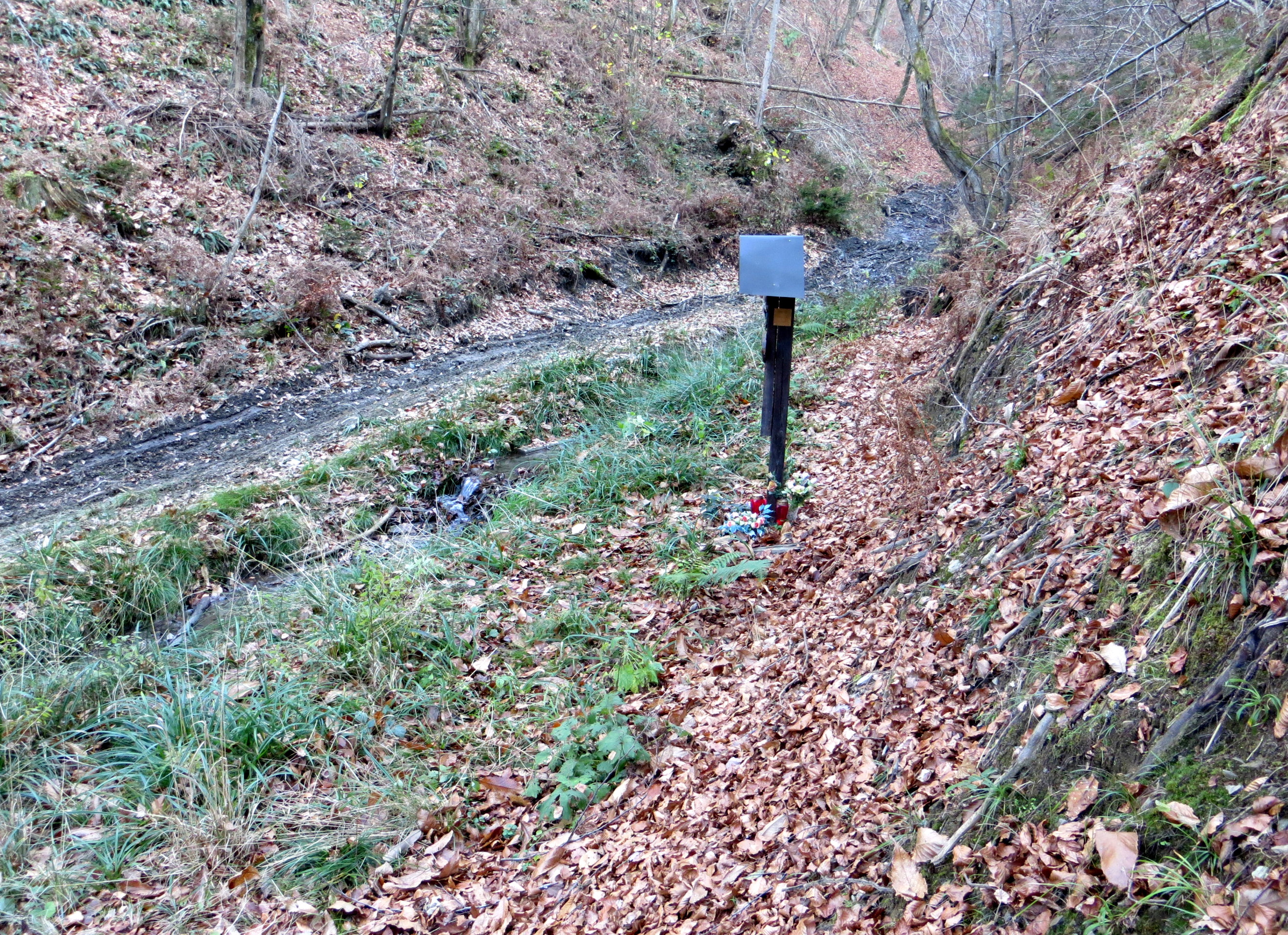
Familiengrab von Martinčič

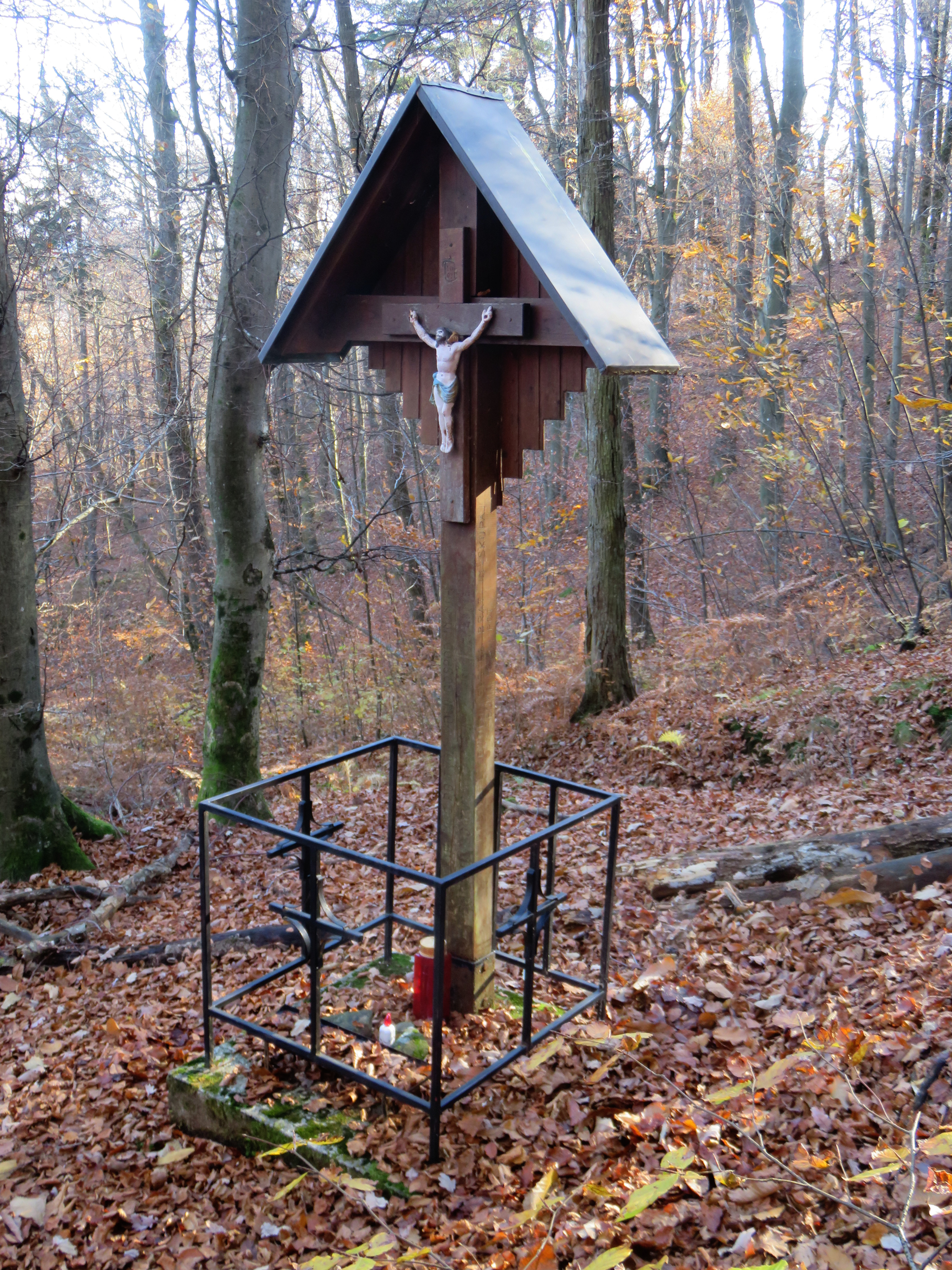
Ključ 1 und 2 Massengrab

## Babna Gora
In der Ortschaft Babna Gora befindet sich im Wald etwas außerhalb der Siedlung sich ein ziviles Massengrab aus dem Zweiten Weltkrieg, das als 
- Familiengrab von Martinčič (slowenisch: Grob Martinčičeve družine) bekannt ist. Bei den Opfern handelte es sich um neun Mitglieder der Familie Hudnik vom Bauernhof Martinovec, die am 24. November 1942 von den Partisanen getötet wurden, weil sie einem Deserteur Unterschlupf gewährt hatten.[1] Dies war das größte Familienmassaker in Slowenien während des Krieges.[2] Die Überreste der Opfer wurden 2016 exhumiert und genetisch identifiziert.

## Brezje pri Dobrovi
In der Ortschaft Brezje pri Dobrovi befinden sich zwei zivile Massengräber. 
- Bei den Massengräbern
- Ključ 1 (slowenisch: Grobišče na Ključu 1)[3] und
- Ključ 2 (Grobišče na Ključu 2)[4]

handelt es sich um Gruben am Südhang des Hügels Ključ. Am 28. April 1942 wurden drei Schwestern der Familie Skopec aus Stranská Vas vom Bauernhof Glinar von den Partisanen ermordet und begraben, nachdem die Führung des Dolomitenkommandos sie des Verrats beschuldigt hatte.